# Donny Osmond

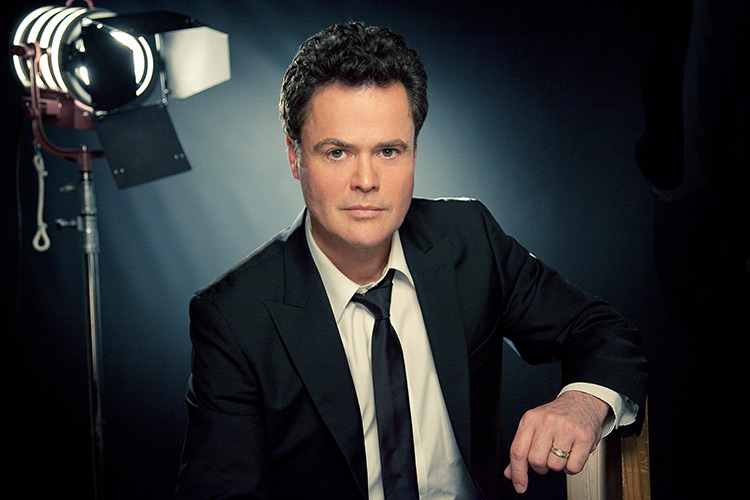
Donny Osmond (2010)

Donald Clark „Donny“ Osmond (* 9. Dezember 1957 in Ogden, Utah) ist ein US-amerikanischer Sänger, Talkshow-Moderator, Musikproduzent, Songwriter und Schauspieler.

## Leben
Donny Osmond ist das siebte von neun Kindern von George und Olive Osmond. Die Familie ist aktiv in der Kirche Jesu Christi der Heiligen der Letzten Tage (Mormonen). Erstmals trat er im Alter von fünf Jahren in der Andy Williams Show auf. Immer wieder trat er gemeinsam mit seinen Brüdern unter dem Namen The Osmonds auf.
1972 erlebte er einen persönlichen Durchbruch mit seinem Solohit Puppy Love, den Paul Anka geschrieben hatte. Von 1976 bis 1979 waren er und seine Schwester Marie Osmond in Donny & Marie zu sehen. Ihr erster gemeinsamer Hit war I’m Leaving It (All) Up to You im Jahr 1974.
Osmond ist seit 1978 mit Debra Glenn verheiratet und hat mit ihr fünf Söhne. Sein erster Film war Goin’ Coconuts (1978), eine Krimikomödie, in der er sich selbst spielte. Im Musical Joseph and the Amazing Technicolor Dreamcoat spielte er von 1992 bis 1998 die Hauptrolle. Es wurde 1999 mit ihm als Film produziert. Für den Disney-Film Mulan lieh er Hauptmann Shang die Singstimme. Für den Film Ein Land vor unserer Zeit IX komponierte und sang er das Titellied No One Has to Be Alone.
Osmond war von 2002 bis zur Einstellung der Sendung 2004 Moderator der Quizshow Pyramid. Mit dem Lied Breeze on By von seinem 54. Album kam er 2004 in Großbritannien unter die Top 10 und auf einen Spitzenplatz in den Smooth Jazz Charts.
Am 22. Juli 2005 durfte Osmond als aktives Mitglied der Kirche Jesu Christi der Heiligen der Letzten Tage auf der Feier zum 95. Geburtstag von Präsident Gordon B. Hinckley mit seinen Liedern This Is the Moment und One Dream auftreten. Zudem erscheint er im Video White and Nerdy von Weird Al Yankovic im Hintergrund und hat einen kurzen Gastauftritt in der Sitcom King of Queens (King of Queens S01E10 – Truthahn à la Mama und S02E17 – Doug trifft Carrie) sowie Parker Lewis (S01E23 – Es lebe der König). 2008 war er im Film College Road Trip zu sehen.
Von Januar bis Februar 2019 nahm Osmond als Peacock an der ersten Staffel der US-amerikanischen Version von The Masked Singer teil und erreichte den zweiten Platz. In der britischen Ausgabe fungierte er in der fünften Folge der ersten Staffel als Gastjuror. In der zweiten Episode der achten Staffel der US-Version war er ebenfalls Gastmitglied des Rateteams und trat vorher mit dem Lied The Greatest Show auf.

## Diskografie

### Alben
| Jahr | Titel                                                      | Höchstplatzierung, Gesamtwochen, AuszeichnungChartplatzierungen (Jahr, Titel, Platzierungen, Wochen, Auszeichnungen, Anmerkungen) | Höchstplatzierung, Gesamtwochen, AuszeichnungChartplatzierungen (Jahr, Titel, Platzierungen, Wochen, Auszeichnungen, Anmerkungen) | Höchstplatzierung, Gesamtwochen, AuszeichnungChartplatzierungen (Jahr, Titel, Platzierungen, Wochen, Auszeichnungen, Anmerkungen) | Höchstplatzierung, Gesamtwochen, AuszeichnungChartplatzierungen (Jahr, Titel, Platzierungen, Wochen, Auszeichnungen, Anmerkungen) | Höchstplatzierung, Gesamtwochen, AuszeichnungChartplatzierungen (Jahr, Titel, Platzierungen, Wochen, Auszeichnungen, Anmerkungen) | Anmerkungen                                                                            |
| Jahr | Titel                                                      | DE | AT | CH | UK | US | Anmerkungen                                                                            |
| ---- | ---------------------------------------------------------- | --- | --- | --- | --- | --- | -------------------------------------------------------------------------------------- |
| 1971 | The Donny Osmond Album                                     | — | — | — | — | US13 Gold · (37 Wo.)US |                                                                                        |
| 1971 | To You with Love, Donny                                    | — | — | — | — | US12 Gold · (33 Wo.)US |                                                                                        |
| 1972 | Portrait of Donny                                          | — | — | — | UK5 (42 Wo.)UK | US6 Gold · (36 Wo.)US |                                                                                        |
| 1972 | Too Young                                                  | — | — | — | UK7 (24 Wo.)UK | US11 Gold · (30 Wo.)US |                                                                                        |
| 1972 | My Best to You                                             | — | — | — | — | US29 Gold · (20 Wo.)US | Kompilation                                                                            |
| 1973 | Alone Together                                             | — | — | — | UK6 Gold · (29 Wo.)UK | US26 (29 Wo.)US |                                                                                        |
| 1973 | A Time for Us                                              | — | — | — | UK4 Gold · (13 Wo.)UK | US58 (13 Wo.)US |                                                                                        |
| 1974 | I’m Leaving It All Up to You                               | — | — | — | UK13 Silber · (15 Wo.)UK | US35 Gold · (30 Wo.)US | Erstveröffentlichung: Juli 1974 mit Marie Osmond                                       |
| 1974 | Donny                                                      | — | — | — | UK16 Silber · (4 Wo.)UK | US57 (17 Wo.)US |                                                                                        |
| 1975 | Make the World Go Away                                     | — | — | — | UK30 (3 Wo.)UK | US133 (6 Wo.)US | Erstveröffentlichung: 23. August 1975 mit Marie Osmond                                 |
| 1976 | Disco Train                                                | — | — | — | UK59 (1 Wo.)UK | US145 (8 Wo.)US | mit Marie Osmond                                                                       |
| 1976 | Donny & Marie – Featuring Songs from Their Television Show | — | — | — | UK48 (1 Wo.)UK | US60 Gold · (38 Wo.)US | Erstveröffentlichung: April 1976 alternativer Albumtitel: Deep Purple mit Marie Osmond |
| 1976 | Donny & Marie – New Season                                 | — | — | — | — | US85 Gold · (14 Wo.)US | Erstveröffentlichung: 27. November 1976 mit Marie Osmond                               |
| 1977 | Donald Clark Osmond                                        | — | — | — | — | US169 (5 Wo.)US |                                                                                        |
| 1977 | Winning Combination                                        | — | — | — | — | US99 (12 Wo.)US | Erstveröffentlichung: November 1977 mit Marie Osmond                                   |
| 1978 | Goin’ Coconuts                                             | — | — | — | — | US98 Gold · (8 Wo.)US | Erstveröffentlichung: 17. September 1978 mit Marie Osmond                              |
| 1989 | Donny Osmond                                               | — | — | — | — | US54 (23 Wo.)US |                                                                                        |
| 1990 | Eyes Don’t Lie                                             | — | — | — | — | US177 (2 Wo.)US | Erstveröffentlichung: 15. Oktober 1990                                                 |
| 2001 | This Is the Moment                                         | — | — | — | UK59 (1 Wo.)UK | US64 (6 Wo.)US | Erstveröffentlichung: 6. Februar 2001                                                  |
| 2002 | Somewhere in Time: Classic Love Songs                      | — | — | — | UK12 Platin · (10 Wo.)UK | — |                                                                                        |
| 2004 | What I Meant to Say                                        | — | — | — | UK26 Silber · (3 Wo.)UK | US137 (2 Wo.)US | Erstveröffentlichung: 15. November 2004                                                |
| 2007 | Love Songs … of the ’70s                                   | — | — | — | UK7 Gold · (4 Wo.)UK | US27 (3 Wo.)US | Erstveröffentlichung: 28. August 2007                                                  |
| 2008 | From Donny with Love                                       | — | — | — | UK8 (3 Wo.)UK | — |                                                                                        |
| 2009 | Donny & Marie                                              | — | — | — | UK41 (2 Wo.)UK | US30 (4 Wo.)US | Erstveröffentlichung: 9. November 2009 mit Marie Osmond                                |
| 2014 | The Soundtrack of My Life                                  | — | — | — | UK17 (4 Wo.)UK | US181 (1 Wo.)US | Erstveröffentlichung: 7. November 2014                                                 |
| 2017 | One Night Only                                             | — | — | — | UK80 (1 Wo.)UK | — | Erstveröffentlichung: 10. November 2017                                                |

grau schraffiert: keine Chartdaten aus diesem Jahr verfügbar
Weitere Alben
- 1983: The Glory of America (mit Marie Osmond, The Osmond Brothers und Jimmy Osmond)
- 1992: Joseph and the Amazing Technicolor Dreamcoat (Original Canadian Cast Recording) (Andrew Lloyd Webber und Tim Rice starring Donny Osmond)
- 1998: Christmas at Home

Kompilationen
- 1973: Superstar
- 1992: Greatest Hits
- 1993: Greatest Hits (mit Marie Osmond)
- 1995: 25 Hits
- 2002: The Best of Donny Osmond
- 2002: The Best of Donny & Marie Osmond (mit Marie Osmond)
- 2003: Osmondmania! (mit Marie Osmond und The Osmonds)

### Singles
| Jahr | Titel Album                                                 | Höchstplatzierung, Gesamtwochen, AuszeichnungChartplatzierungen (Jahr, Titel, Album, Platzierungen, Wochen, Auszeichnungen, Anmerkungen) | Höchstplatzierung, Gesamtwochen, AuszeichnungChartplatzierungen (Jahr, Titel, Album, Platzierungen, Wochen, Auszeichnungen, Anmerkungen) | Höchstplatzierung, Gesamtwochen, AuszeichnungChartplatzierungen (Jahr, Titel, Album, Platzierungen, Wochen, Auszeichnungen, Anmerkungen) | Höchstplatzierung, Gesamtwochen, AuszeichnungChartplatzierungen (Jahr, Titel, Album, Platzierungen, Wochen, Auszeichnungen, Anmerkungen) | Höchstplatzierung, Gesamtwochen, AuszeichnungChartplatzierungen (Jahr, Titel, Album, Platzierungen, Wochen, Auszeichnungen, Anmerkungen) | Anmerkungen | [↑]: gemeinsam behandelt mit vorhergehendem Eintrag; [←]: in beiden Charts platziert |
| Jahr | Titel Album                                                 | DE | AT | CH | UK | US | Anmerkungen |                                                                                      |
| ---- | ----------------------------------------------------------- | --- | --- | --- | --- | --- | --- | ------------------------------------------------------------------------------------ |
| 1971 | Sweet and Innocent The Donny Osmond Album                   | — | — | — | — | US7 Gold · (16 Wo.)US | Erstveröffentlichung: Februar 1972 Autoren: Billy Sherrill, Rick Hall Original: Roy Orbison, 1958                                |                                                                                      |
| 1971 | Go Away Little Girl To You with Love, Donny                 | — | — | — | — | US1 Gold · (15 Wo.)US | Erstveröffentlichung: Juni 1971 Autoren: Carole King, Gerry Goffin Original: Steve Lawrence, 1962                                |                                                                                      |
| 1971 | Hey Girl Portrait of Donny                                  | — | — | — | — | US9 Gold · (10 Wo.)US | Erstveröffentlichung: Oktober 1971 Autoren: Carole King, Gerry Goffin Original: Freddie Scott, 1963                              |                                                                                      |
| 1971 | I Knew You When To You with Love, Donny                     | — | — | — | —[US: ↑] | US9 Gold · (10 Wo.)US | Autor: Joe South Original: Wade Flemons, 1964                                                                                    |                                                                                      |
| 1972 | Puppy Love Portrait of Donny                                | DE39 (1 Wo.)DE | — | — | UK1 (23 Wo.)UK | US3 Gold · (12 Wo.)US | Erstveröffentlichung: 19. Februar 1972 Autor und Original: Paul Anka, 1960                                                       |                                                                                      |
| 1972 | Too Young                                                   | — | — | — | UK5 (15 Wo.)UK | US13 (9 Wo.)US | Erstveröffentlichung: Mai 1972 Autoren: Sidney Lippman, Sylvia Dee Original: Victor Young and His Orchestra, 1950                |                                                                                      |
| 1972 | Why Too Young                                               | — | — | — | UK3 (20 Wo.)UK | US13 (12 Wo.)US | Erstveröffentlichung: Juli 1972 Autoren: Peter de Angelis, Bob Marcucci Original: Frankie Avalon, 1951                           |                                                                                      |
| 1972 | Lonely Boy Too Young                                        | — | — | — | —[US: ↑] | US13 (12 Wo.)US | Autor und Original: Paul Anka, 1959                                                                                              |                                                                                      |
| 1973 | The Twelfth of Never Alone Together                         | DE29 (4 Wo.)DE | — | — | UK1 (14 Wo.)UK | US8 Gold · (13 Wo.)US | Erstveröffentlichung: Februar 1973 Autoren: Jerry Livingston, Paul Francis Webster Original: Johnny Mathis mit Ray Conniff, 1957 |                                                                                      |
| 1973 | Young Love Alone Together                                   | — | — | — | UK1 Silber · (10 Wo.)UK | US23 (11 Wo.)US | Erstveröffentlichung: Juni 1972 Autoren: Carole Joyner, Ric Cartey Original: Ric Cartey & the Jive-Tones, 1956                   |                                                                                      |
| 1973 | A Million to One A Time for Us                              | — | — | — | —[US: ↑] | US23 (11 Wo.)US | Autor: Phil Medley Original: Jimmy Charles & the Revelletts, 1960                                                                |                                                                                      |
| 1973 | When I Fall in Love A Time for Us                           | — | — | — | UK4 Silber · (13 Wo.)UK | US14 (13 Wo.)US | Erstveröffentlichung: Okitober 1973 Autoren: Edward Heyman, Victor Young Original: Victor Young, 1952                            |                                                                                      |
| 1973 | Are You Lonesome Tonight A Time for Us                      | — | — | — | —[US: ↑] | US14 (13 Wo.)US | Autoren: Lou Handman, Roy Turk Original: Charles Hart, 1926                                                                      |                                                                                      |
| 1974 | I’m Leaving It (All) Up to You I’m Leaving It All Up to You | DE4 (23 Wo.)DE | AT6 (24 Wo.)AT | CH1 (20 Wo.)CH | UK2 Silber · (12 Wo.)UK | US4 Gold · (15 Wo.)US | Erstveröffentlichung: Juli 1974 Autoren: Dewey Terry, Don Sugarcane Harris mit Marie Osmond, Original: Sonny & Cher, 1966        |                                                                                      |
| 1974 | Where Did All the Good Times Go Donny                       | — | — | — | UK18 (10 Wo.)UK | — | Erstveröffentlichung: September 1974 Autor: Michael Lloyd                                                                        |                                                                                      |
| 1974 | Morning Side of the Mountain I’m Leaving It All Up to You   | — | — | — | UK5 Silber · (12 Wo.)UK | US8 (16 Wo.)US | Erstveröffentlichung: Oktober 1974 Autoren: Dick Manning, Larry Stock mit Marie Osmond, Original: Tommy Edwards, 1959            |                                                                                      |
| 1975 | I Have a Dream Donny                                        | — | — | — | — | US50 (7 Wo.)US | Erstveröffentlichung: Januar 1975 Autor und Original: Solomon Burke, 1974                                                        |                                                                                      |
| 1975 | Make the World Go Away                                      | — | — | — | UK18 (6 Wo.)UK | US44 (6 Wo.)US | Erstveröffentlichung: Mai 1975 Autor: Hank Cochran mit Marie Osmond, Original: Ray Price, 1963                                   |                                                                                      |
| 1975 | Deep Purple Songs From Their Television Show                | — | — | — | UK25 (7 Wo.)UK | US14 (23 Wo.)US | Erstveröffentlichung: November 1975 Autoren: Mitchell Parish, Peter de Rose mit Marie Osmond, Original: Paul Whiteman, 1934      |                                                                                      |
| 1976 | C’mon Marianne Disco Train                                  | — | — | — | — | US38 (10 Wo.)US | Erstveröffentlichung: Mai 1976 Autoren: L. Russell Brown, Raymond Bloodworth Original: The Four Seasons, 1962                    |                                                                                      |
| 1976 | Ain’t Nothing Like the Real Thing New Season                | — | — | — | — | US21 (13 Wo.)US | Erstveröffentlichung: Oktober 1976 mit Marie Osmond, Autoren: Ashford & Simpson Original: Marvin Gaye & Tammi Terrell, 1967      |                                                                                      |
| 1977 | (You’re My) Soul and Inspiration Winning Combination        | — | — | — | — | US38 (11 Wo.)US | Erstveröffentlichung: Oktober 1977 mit Marie Osmond, Autoren: B. Mann, C. Weil Original: The Righteous Brothers, 1966            |                                                                                      |
| 1978 | On the Shelf Goin’ Coconuts                                 | — | — | — | — | US38 (10 Wo.)US | Erstveröffentlichung: Oktober 1978 Autoren: Peter Yellowstone, Steve Voice mit Marie Osmond, Original: Steve Voice, 1978         |                                                                                      |
| 1987 | I’m in It for Love Donny Osmond                             | — | — | — | — | US70 (1 Wo.)US | Erstveröffentlichung: 24. August 1987 Autoren: Andy Goldmark, Patrick Henderson Original: James House, 1986                      |                                                                                      |
| 1988 | Soldier of Love Donny Osmond                                | — | — | — | UK29 (8 Wo.)UK | US2 (18 Wo.)US | Erstveröffentlichung: 18. Juli 1988 Autoren: Carl Sturken, Evan Rogers                                                           |                                                                                      |
| 1988 | If It’s Love That You Want Donny Osmond                     | — | — | — | UK70 (2 Wo.)UK | — | Erstveröffentlichung: 6. Oktober 1988 Autoren: Carl Sturken, Evan Rogers                                                         |                                                                                      |
| 1989 | Sacred Emotion Donny Osmond                                 | — | — | — | — | US13 (16 Wo.)US | Erstveröffentlichung: 4. September 1989 Autoren: Carl Sturken, Evan Rogers                                                       |                                                                                      |
| 1989 | Hold On Donny Osmond                                        | — | — | — | — | US73 (7 Wo.)US | Autoren: Carl Sturken, Donny Osmond, Evan Rogers                                                                                 |                                                                                      |
| 1990 | My Love Is a Fire Eyes Don’t Lie                            | — | — | — | UK64 (2 Wo.)UK | US21 (16 Wo.)US | Autoren: Carl Sturken, Evan Rogers                                                                                               |                                                                                      |
| 1991 | Sure Lookin’ Eyes Don’t Lie                                 | — | — | — | — | US54 (12 Wo.)US | Autoren: David Gamson, Donny Osmond, Tony LeMans                                                                                 |                                                                                      |
| 2004 | Breeze on By What I Meant to Say                            | — | — | — | — | US8 (5 Wo.)US | Autoren: Bobby Womack, Donny Osmond, Eliot Kennedy, Gary Barlow                                                                  |                                                                                      |

grau schraffiert: keine Chartdaten aus diesem Jahr verfügbar
Weitere Singles
- 1971: Bleib’ bei mir, Little Girl
- 1973: A Time for Us
- 1974: Hawaiian Wedding Song
- 1976: T.V. Show Featuring Their New Song „We’re Gettin’ Together“ (mit Marie Osmond)
- 1977: Baby, I’m Sold on You (mit Marie Osmond)
- 1977: You’ve Got Me Dangling on a String
- 1987: Groove
- 1989: I’ll Be Good to You
- 1990: Love Will Survive
- 2001: Seasons of Love
- 2005: Keep Her in Mind

### Videoalben
- 2001: This Is the Moment
- 2003: Donny Osmond Live (UK: Platin)
- 2004: Live in Edinburgh Castle (UK: Gold)
- 2006: A Heartfull of Songs: Live
- 2006: The Donny & Marie 1978 Christmas Show (mit Marie Osmond)

## Auszeichnungen für Musikverkäufe
| Goldene Schallplatte - Vereinigtes Königreich - 2023: für das Lied I’ll Make A Man Out Of You | 3× Platin-Schallplatte - Vereinigte Staaten - 2025: für das Lied I’ll Make A Man Out Of You |

Anmerkung: Auszeichnungen in Ländern aus den Charttabellen bzw. Chartboxen sind in ebendiesen zu finden.
| Land/RegionAuszeichnungen für Musikverkäufe (Land/Region, Auszeichnungen, Verkäufe, Quellen) | Silber     | Gold       | Platin     | Verkäufe   | Quellen   |
| -------------------------------------------------------------------------------------------- | ---------- | ---------- | ---------- | ---------- | --------- |
| Vereinigte Staaten (RIAA)                                                                    | —          | 15× Gold15 | 3× Platin3 | 13.500.000 | riaa.com  |
| Vereinigtes Königreich (BPI)                                                                 | 7× Silber7 | 5× Gold5   | 2× Platin2 | 2.155.000  | bpi.co.uk |
| Insgesamt                                                                                    | 7× Silber7 | 20× Gold20 | 5× Platin5 |            |           |